# HC Nedvědice
HC Nedvědice (celým názvem: Hockey Club Nedvědice) byl český klub ledního hokeje, který sídlil v městysi Nedvědice v Jihomoravském kraji. Klub byl založen v roce 1938 a začleněn do sportovního klubu SK Pernštejn Nedvědice. V roce 1953 se klub stal jedním z oddílů TJ Spartak Nedvědice. V roce 1997 klub vystoupil z TJ Spartak Nedvědice a stal se samostatným sportovním klubem HC Nedvědice.
Své domácí zápasy hrál na zimním stadionu Nedvědice s kapacitou 600 diváků.

## Historické názvy
Zdroj:
- 1938 – SK Pernštejn Nedvědice (Sportovní klub Pernštejn Nedvědice)
- 1953 – TJ Spartak Nedvědice (Tělovýchovná jednota Spartak Nedvědice)
- 1997 – HC Nedvědice (Hockey Club Spartak Nedvědice)
- 2013 – zánik

## Přehled ligové účasti
Stručný přehled
Zdroj:
- 1959–1960: Oblastní soutěž – sk. E (3. ligová úroveň v Československu)
- 1969–1973: Divize – sk. E (3. ligová úroveň v Československu)
- 1973–1975: Divize – sk. E (4. ligová úroveň v Československu)
- 1975–1977: Divize – sk. D (4. ligová úroveň v Československu)
- 1996–2004: Jihomoravský krajský přebor (4. ligová úroveň v České republice)
- 2004–2007: Krajský přebor Jižní Moravy a Zlína (4. ligová úroveň v České republice)
- 2007–2009: Jihomoravská a Zlínská krajská liga (4. ligová úroveň v České republice)
- 2010–2011: Žďárský okresní přebor – sk. A (5. ligová úroveň v České republice)
- 2011–2013: Žďárský okresní přebor (5. ligová úroveň v České republice)

Jednotlivé ročníky
Zdroj:
Legenda: ZČ - základní část, JMK - Jihomoravský kraj, červené podbarvení - sestup, zelené podbarvení - postup, fialové podbarvení - reorganizace, změna skupiny či soutěže
| Československo (1959 – 1993) |                                     |           |           |                                       |                                           |
| Sezóny                       | Soutěž                              | Úroveň    | ZČ        | Play-off, nadstavba, sk. o udržení... | Poznámky                                  |
| 1959/60                      | Oblastní soutěž – sk. E             | 3. úroveň | 6. místo  |                                       | Reorganizace                              |
| ...                          |                                     |           |           |                                       |                                           |
| 1969/70                      | Divize – sk. E                      | 3. úroveň | 2. místo  |                                       |                                           |
| 1970/71                      | Divize – sk. E                      | 3. úroveň | 4. místo  |                                       |                                           |
| 1971/72                      | Divize – sk. E                      | 3. úroveň | 2. místo  |                                       |                                           |
| 1972/73                      | Divize – sk. E                      | 3. úroveň | 2. místo  |                                       | Reorganizace                              |
| 1973/74                      | Divize – sk. E                      | 4. úroveň | 3. místo  |                                       |                                           |
| 1974/75                      | Divize – sk. E                      | 4. úroveň | 3. místo  |                                       | Změna skupiny                             |
| 1975/76                      | Divize – sk. D                      | 4. úroveň | 6. místo  |                                       |                                           |
| 1976/77                      | Divize – sk. D                      | 4. úroveň | 7. místo  |                                       | Reorganizace                              |
| ...                          |                                     |           |           |                                       |                                           |
| Česko (1993 – 2013)          |                                     |           |           |                                       |                                           |
| Sezóny                       | Soutěž                              | Úroveň    | ZČ        | Play-off, nadstavba, sk. o udržení... | Poznámky                                  |
| ...                          |                                     |           |           |                                       |                                           |
| 1996/97                      | Jihomoravský krajský přebor         | 4. úroveň | 1. místo  | Baráž o 2. ligu (výhra)               | Převod druholigové licence do Kopřivnice  |
| 1997/98                      | Jihomoravský krajský přebor         | 4. úroveň | 1. místo  | Baráž o 2. ligu (výhra)               | Převod druholigové licence do Ytongu Brno |
| 1998/99                      | Jihomoravský krajský přebor         | 4. úroveň | ?. místo  |                                       |                                           |
| 1999/00                      | Jihomoravský krajský přebor         | 4. úroveň | ?. místo  |                                       |                                           |
| 2000/01                      | Jihomoravský krajský přebor         | 4. úroveň | 4. místo  |                                       |                                           |
| 2001/02                      | Jihomoravský krajský přebor         | 4. úroveň | ?. místo  |                                       |                                           |
| 2002/03                      | Jihomoravský krajský přebor         | 4. úroveň | ?. místo  |                                       |                                           |
| 2003/04                      | Jihomoravský krajský přebor         | 4. úroveň | 4. místo  | Čtvrtfinále                           | Reorganizace                              |
| 2004/05                      | Krajský přebor Jižní Moravy a Zlína | 4. úroveň | 1. místo  | Vítěz JMK                             | Bráž                                      |
| 2005/06                      | Krajský přebor Jižní Moravy a Zlína | 4. úroveň | 3. místo  | Finále JMK                            |                                           |
| 2006/07                      | Krajský přebor Jižní Moravy a Zlína | 4. úroveň | 2. místo  | Semifinále JMK                        | Změna názvu soutěže                       |
| 2007/08                      | Jihomoravská a Zlínská krajská liga | 4. úroveň | 3. místo  | Semifinále JMK                        |                                           |
| 2008/09                      | Jihomoravská a Zlínská krajská liga | 4. úroveň | 7. místo  | Čtvrtfinále JMK                       | Odhlášení ze soutěže                      |
| ...                          |                                     |           |           |                                       |                                           |
| 2010/11                      | Žďárský okresní přebor – sk. A      | 5. úroveň | 5. místo  |                                       | Reorganizace                              |
| 2011/12                      | Žďárský okresní přebor              | 5. úroveň | 12. místo |                                       | [ 6 ]                                     |
| 2012/13                      | Žďárský okresní přebor              | 5. úroveň | 10. místo |                                       | Odhlášení ze soutěže                      |